# Croatian International 2004
Die Croatian International 2004 fanden vom 8. bis zum 11. April 2004 in Zagreb statt. Es war die 6. Austragung dieser internationalen Meisterschaften von Kroatien im Badminton.

## Medaillengewinner
| Disziplin    | Gold                               | Silber                        | Bronze                             |
| ------------ | ---------------------------------- | ----------------------------- | ---------------------------------- |
| Herreneinzel | Hidetaka Yamada                    | Joachim Persson               | Nicholas Kidd                      |
| Herreneinzel | Hidetaka Yamada                    | Joachim Persson               | Michael Christensen                |
| Dameneinzel  | Li Li                              | Jiang Yanmei                  | Petya Nedelcheva                   |
| Dameneinzel  | Li Li                              | Jiang Yanmei                  | Shinta Mulia Sari                  |
| Herrendoppel | Daniel Glaser Dennis von Dahn      | Harald Koch Peter Zauner      | Miha Horvat Aleš Murn              |
| Herrendoppel | Daniel Glaser Dennis von Dahn      | Harald Koch Peter Zauner      | Michael Lahnsteiner Michael Trojan |
| Damendoppel  | Jiang Yanmei Li Yujia              | Shinta Mulia Sari Xing Aiying | Neli Boteva Petya Nedelcheva       |
| Damendoppel  | Jiang Yanmei Li Yujia              | Shinta Mulia Sari Xing Aiying | Judith Baumeyer Fabienne Baumeyer  |
| Mixed        | Svetoslav Stoyanov Victoria Wright | Rasmus Andersen Helle Nielsen | Heimo Götschl Claudia Mayer        |
| Mixed        | Svetoslav Stoyanov Victoria Wright | Rasmus Andersen Helle Nielsen | Denny Setiawan Liu Fan Frances     |